# Điện ảnh Đông Nam Á
Điện ảnh Đông Nam Á là tên gọi ngành công nghiệp Điện ảnh của 11 quốc gia nằm ở khu vực Đông Nam Á, bao gồm: Brunei, Campuchia, Đông Timor, Indonesia, Lào, Malaysia, Myanmar, Philippines, Singapore, Thái Lan và Việt Nam. Do bối cảnh hiện nay 10/11 nước đều là thành viên tổ chức ASEAN, cho nên nền Điện ảnh Đông Nam Á còn được gọi là Điện ảnh ASEAN (tiếng Anh: ASEAN's Cinema).

## Số liệu chính

### Campuchia
- Haing S.Ngor - Diễn viên quốc tịch Mỹ
- Rithy Panh – Nhà làm phim quốc tịch Pháp
- Tim Pek - Nhà làm phim quốc tịch Úc
- Tea Lum Kun - Đạo diễn phim kinh điển Người vợ của Mãng Xà vương.

### Indonesia
- Christine Hakim – Veteran actress (Whispering Sands).
- Dian Sastrowardoyo – Popular actress (Whispering Sands).
- Garin Nugroho – Director (Opera Jawa).
- Syumanjaya – Director (Si Doel Anak Modern).
- Richard Oh – Director (Koper).
- Aryo Danusiri – Director (Playing Between Elephants).
- Aria Dewa – Director (Identitas).
- Lola Amaria – Director (Minggu Pagi di Victoria Park).
- Joko Anwar – Film critic and director (Janji Joni).
- Riri Riza – Director of Gie.
- Mira Lesmana - Producer (Gie).

### Lào
- Som Ock Southiponh - Nhà làm phim độc lập, tác giả của bộ phim Bouadeng, đây là bộ phim truyện nhựa đầu tiên được sản xuất ở Lào.

### Malaysia
- P. Ramlee – Nhà sản xuất phim
- U-Wei Bin Hajisaari - Nhà sản xuất phim
- Abdul Razak Mohaideen – Đạo diễn
- Tsai Ming-liang
- Yasmin Ahmad
- Amir Muhammad
- Ho Yuhang
- James Lee
- Michael Chuah
- Tan Chui Mui
- Woo Ming Jin
- Azharr Rudin

### Myanmar
- Kyi Soe Tun – nhà làm phim nổi tiếng nhất Myanmar. Đạo diễn của các tác phẩm điện ảnh đáng chú ý, như: Upstream, Blood.

### Việt Nam
- Hải Ninh - Nhà điện ảnh lớn nhất Việt Nam giai đoạn trước đổi mới, tác giả của những bộ phim từng gây xôn xao dư luận điện ảnh một thời, như: Vĩ tuyến 17 ngày và đêm, Em bé Hà Nội, Mối tình đầu, Đêm hội Long Trì, Kiếp phù du...
- Đặng Nhật Minh - Đạo diễn, nhà biên kịch điện ảnh, tác giả của những bộ phim: Cô gái trên sông, Thị xã trong tầm tay, Thương nhớ đồng quê, Mùa ổi, Đừng đốt... Đặc biệt Bao giờ cho đến tháng Mười - được bình chọn là một trong những phim châu Á xuất sắc nhất mọi thời đại.
- Bạch Diệp - Nữ đạo diễn đầu tiên của Điện ảnh Việt Nam, tác giả của các bộ phim: Trần Quốc Toản ra quân, Ngày lễ thánh, Điện Biên Phủ, Hoa ban đỏ, Huyền thoại mẹ, Đêm Bến Tre...
- Như Quỳnh - Nữ diễn viên hàng đầu của Điện ảnh Việt Nam nửa sau thế kỷ XX, bà đã tham gia các bộ phim như: Bài ca ra trận, Đến hẹn lại lên, Mối tình đầu... và là diễn viên Việt Nam được biết đến nhiều nhất ở châu Á.
- Lý Huỳnh - Đạo diễn, diễn viên lừng lẫy trong các bộ phim hành động, võ thuật, cổ trang... Quái nữ Việt quyền đạo, Báu kiếm rửa hận thù, Hải vụ 709... Nhà sản xuất của một số phim ăn khách như: Đảo hải tặc, Hồng hải tặc, Thăng Long đệ nhất kiếm, Lửa cháy thành Đại La, Nước mắt học trò, Tây Sơn hào kiệt...
- Trần Anh Hùng - Đạo diễn người Pháp gốc Việt, tác giả của những bộ phim thiên về chủ đề Việt Nam với phong cách thực hiện đương đại, như: Mùi đu đủ xanh, Xích lô... Anh cũng là người thực hiện bộ phim Rừng Na Uy gần đây nhất (2010).
- Lý Hùng - Ngôi sao phim hành động, võ thuật lừng lẫy trong suốt thập niên 90 thế kỷ trước.

## Giải thưởng Điện ảnh
| - Liên hoan phim Quốc tế Phnompenh - Liên hoan phim Quốc tế Bangkok - Liên hoan phim Quốc tế Jakarta - Liên hoan phim Quốc tế Bali - Liên hoan phim Quốc tế Vientiane | - Liên hoan phim Quốc tế Luang Prabang - Liên hoan phim Quốc tế Makati Cinemanila - Liên hoan phim Quốc tế Singapore - Liên hoan phim Quốc tế Việt Nam |